# ما بچه‌های بولربو (فیلم)
«ما بچه‌های بولربو» (سوئدی: Alla vi barn i Bullerbyn) یک فیلم سوئدی است که به کارگردانی لاسه هالستروم در تاریخ ۶ دسامبر ۱۹۸۶ در سینماهای سوئد اکران شد.